# Acht Zaligheden (restaurant)
De Acht Zaligheden is een voormalig restaurant in Eersel, Nederland, dat in de periode 1983-1995 in het bezit was van een Michelinster. Tijdens deze periode was Henk van Tuijl de eigenaar en chef-kok.
Het restaurant ontleende zijn naam aan de Acht Zaligheden, acht Kempische dorpen die uitgaan op -sel, en was gevestigd op Markt 3 in Eersel